# Big Brain Academy: Wii Degree
Big Brain Academy: Wii Degree (Wiiでやわらかあたま塾, Wii de Yawaraka Atama Juku) é um jogo eletrônico lançado para o Wii. O jogo é similar a jogabilidade da série no Nintendo DS, mais com alguns jogos, puzzles e enigmas diferentes. O jogo faz uso dos Miis e utiliza o serviço WiiConnect24, fazendo competições entre os amigos do jogador, o qual os códigos são automaticamente importados do livro de endereços do Wii. No Brasil, lançada pela 18 de agosto de 2007.